# Назарово (Пермский край)
Назарово — деревня в Пермском районе Пермского края. Входит в состав Двуреченского сельского поселения.

## Географическое положение
Расположена на правом берегу реки Сыра примерно в 36 км к юго-востоку от административного центра поселения, села Ферма, и в 47 км к юго-востоку от центра города Перми.

## Население
| 2010 |
| ---- |
| 1    |

## Улицы[2]
- Берёзовая ул.
- Запрудная ул.

## Топографические карты
- Лист карты O-40-78 Серга. Масштаб: 1 : 100 000. Состояние местности на 1983 год. Издание 1984 г.